# Synhomelix
Synhomelix – rodzaj chrząszczy z rodziny kózkowatych i podrodziny zgrzypikowych.

## Zasięg występowania
Przedstawiciele tego rodzaju występują w Afryce Zachodniej i Środkowej.

## Systematyka
Do Synhomelix należą 2 gatunki:
- Synhomelix annulicornis
- Synhomelix kivuensis